# Leonardo Glauso
Leonardo Glauso (ur. 2 grudnia 1989 we Florencji) – włoski fotograf mody i portretu, publikował w czasopismach takich jak GQ, Vogue, ICON El País, Schön! oraz Playboy. Autor takich edycji jak: Close-Up. Leonardo Glauso: Erotic, photography and nude, Women In Film 2 oraz Women In Film.

## Fotoksiążki
- 2017: Private Nudes, Goliath Books ISBN 3-95730-024-X.